# Lugnano (Vicopisano)
Lugnano è una frazione del comune italiano di Vicopisano, nella provincia di Pisa, in Toscana.

## Geografia fisica
Lugnano è situata lungo le sponde del fiume Arno, che lambisce il paese a sud, a 5 km a sud-ovest di Vicopisano, alle pendici di alcune alture dei Monti Pisani, come il Monte Verruca e il Monte Castellare che lo delimitano a nord. Lugnano fa parte di un'unica area urbana che si sviluppa lungo l'Arno senza soluzione di continuità con Vicopisano stesso e le frazioni di Cucigliana, Cevoli, San Giovanni alla Vena. Confina inoltre ad ovest con le frazioni di Noce e Uliveto Terme, mentre a sud, oltre il fiume, con la città di Cascina.

## Storia
L'origine di Lugnano viene fatta risalire al periodo romano, in quanto è ipotizzato che il toponimo sia da includere tra i prediali romani che fiorirono a partire dall'80 d.C., quando il territorio pisano fu suddiviso in appezzamenti agricoli distribuiti ai veterani dell'esercito. Il toponimo è così da interpretare come fundus Lunianus, ovvero "terra appartenente al colono Lunius". Lugnano è tuttavia rammentato per la prima volta in un documento del 1005, e sempre legato alla città di Pisa. A partire dal XIII secolo il borgo fu proprietà dei Camaldolesi della chiesa di San Michele in Borgo Stretto a Pisa: qui i monaci rimasero in possesso di un'imponente villa fino al XIX secolo, la cosiddetta Villa Grandiana, così denominata in quanto fu residenza del matematico e filosofo abate Luigi Guido Grandi. Lugnano passò sotto il dominio di Firenze il 27 luglio 1406, insieme ai borghi di Noce e San Giovanni alla Vena. Storicamente Lugnano si è contraddistinta per le attività di produzione della ceramica e della navigazione fluviale tramite navicelli, seppure in maniera minore rispetto ai vicini borghi di Cucigliana e San Giovanni alla Vena. Nel 1833 la frazione contava 440 abitanti.

## Monumenti e luoghi d'interesse

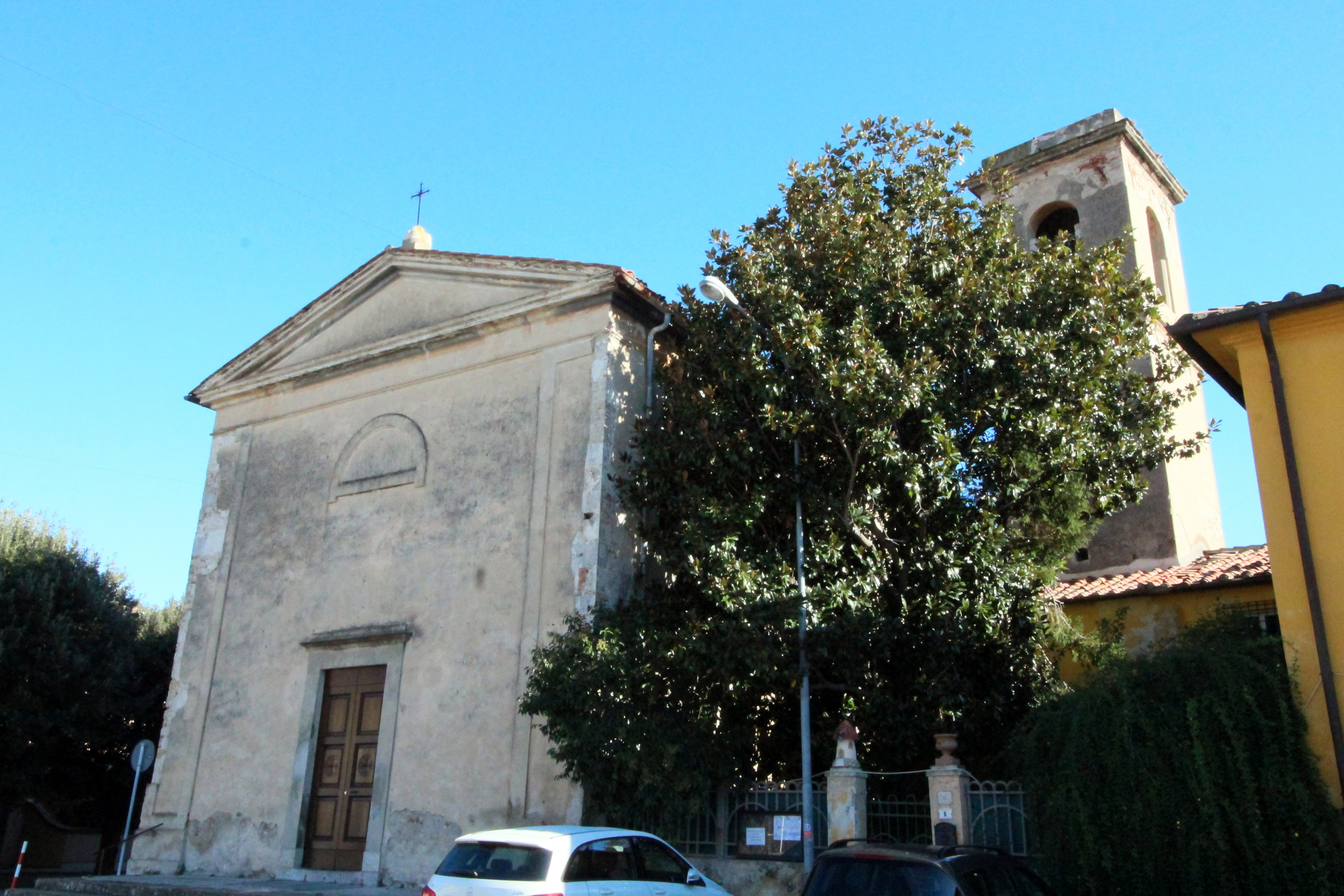
La chiesa dei Santi Quirico e Giulitta

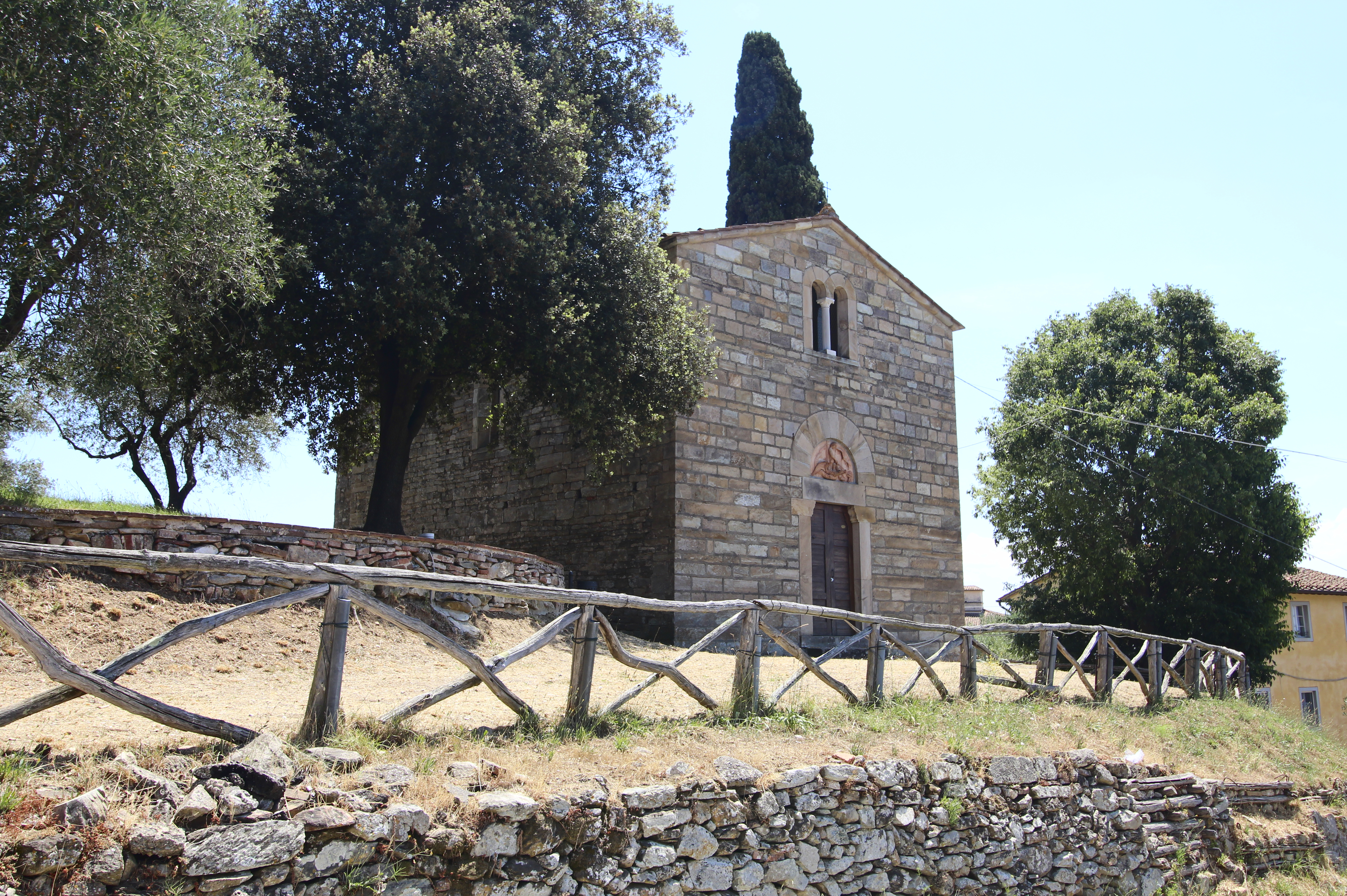
La chiesa di San Giorgio

### Architetture religiose
- Chiesa dei Santi Quirico e Giulitta, chiesa parrocchiale della frazione, è ricordata sin dal 1137, ma ha subito vari rifacimenti nel corso dei secoli, l'ultimo dei quali tra il XVIII e il XIX secolo. Il campanile della chiesa è stato edificato con i marmi e le pietre del diruto monastero di San Michele alla Verruca.[5]

- Chiesa di San Giorgio, piccolo edificio religioso situato appena fuori dal paese, è citata nel 1372, ma è stata radicalmente ristrutturata nel corso del XVIII secolo e ricostruita in stile neoromanico nel 1939.[5]

### Architetture civili
- Villa Grandiana, situata poco fuori dal paese in posizione dominante, fu fatta costruire dall'abate Luigi Guido Grandi in epoca barocca.[4][5] Oggi si presenta sotto forma di ruderi.[6]